# Ulica Bronisława Czecha w Warszawie
Ulica Bronisława Czecha  – arteria komunikacyjna w dzielnicy Wawer w Warszawie.

## Opis
Na całej długości ulica jest dwujezdniowa i w sporej części biegnie przez las wchodzący w skład Mazowieckiego Parku Krajobrazowego. Zaczyna się na wiadukcie nad liniami kolejowymi nr 7 i 506 na pograniczu osiedli Wawer, Anin i Marysin Wawerski, a kończy na skrzyżowaniu z ul. Wawerską, wzdłuż której przebiega granica dzielnic Wawer i Wesoła. Jest jednym z trzech połączeń Wesołej z resztą Warszawy (są nimi jeszcze ulica Korkowa i Cyrulików).
Nazwa ulicy, wcześniej nazywanej ulicą Sportową, została nadana uchwałą Rady Narodowej m.st. Warszawy z dnia 18 maja 1957.
W czasach Polski Ludowej, do wejścia w życie reformy sieci drogowej z grudnia 1985 roku, ulica znajdowała się w ciągu drogi państwowej nr 13 oraz dróg międzynarodowych E8 i E81. Następnie, od 14 lutego 1986 r. aż do 20 grudnia 2021 r. stanowiła fragment drogi krajowej nr 2 oraz międzynarodowej drogi E30. Obecnie, wraz ze zmianą przebiegu miejskiego odcinka drogi nr 2, trasa posiada kategorię drogi wojewódzkiej jako część DW 628. 